# Browndell
Browndell es una ciudad ubicada en el condado de Jasper en el estado estadounidense de Texas. En el Censo de 2010 tenía una población de 197 habitantes y una densidad poblacional de 31,12 personas por km².

## Geografía
Browndell se encuentra ubicada en las coordenadas 31°7′31″N 93°58′49″O / 31.12528, -93.98028. Según la Oficina del Censo de los Estados Unidos, Browndell tiene una superficie total de 6.33 km², de la cual 6.33 km² corresponden a tierra firme y (0%) 0 km² es agua.

## Demografía
Según el censo de 2010, había 197 personas residiendo en Browndell. La densidad de población era de 31,12 hab./km². De los 197 habitantes, Browndell estaba compuesto por el 49.75% blancos, el 45.18% eran afroamericanos, el 0% eran amerindios, el 0% eran asiáticos, el 0% eran isleños del Pacífico, el 1.02% eran de otras razas y el 4.06% pertenecían a dos o más razas. Del total de la población el 3.55% eran hispanos o latinos de cualquier raza.